# 安乐哲
安乐哲（英語：Roger T. Ames，1947年12月12日—），加拿大比较哲学家、汉学家。
安乐哲早年喜欢写诗，后参加交换生项目赴香港进修，曾师从新儒学学者劳思光等人。他于1970年获不列颠哥伦比亚大学学士学位，1973年获同一学校硕士学位。1978年获伦敦大学亚非学院博士学位，之后赴夏威夷大学马诺阿分校任教。1987年起任《东西方哲学》编辑，1991年至2000年春担任夏威夷大学中国研究中心主任。
安乐哲提倡通过中国文化自身的话语体系理解中国哲学，而不是以西式概念去折射。其主要著作有《儒家角色伦理学》、《通过孔子而思》、《期望中国：探求中国和西方的文化叙述》和《先贤的民主：杜威、孔子及中国的民主希望》等等。